# El infierno tan temido
El infierno tan temido és una pel·lícula argentina de 1980, dirigida per Raúl de la Torre i protagonitzada per Graciela Borges i Alberto de Mendoza. Es basa en el conte homònim de l'escriptor uruguaià Juan Carlos Onetti. Es va estrenar a Buenos Aires el 7 d'agost de 1980 i va ser guanyadora del Còndor de Plata a la millor pel·lícula de 1981.

## Argument
Una jove envia el seu exespòs (Risso) i altres persones que aquest coneix, cruels fotografies d'ella amb altres homes. La degradació que això li produeix el va empenyent al suïcidi.

## Repartiment
- Graciela Borges
- Alberto de Mendoza
- Arturo García Buhr
- Ana María Castell
- Nora Cullen
- Delfi Galbiatti
- Augusto Larreta
- Aníbal Morixe
- Flora Steinberg
- Enrique Almada
- Cacho Espíndola
- Pamela M. Jáuregui
- Fernando Iglesias
- Ricardo Bartis
- Isidro Fernán Valdez
- Miguel Tarditti
- Gerardo Goldberg
- Oscar Pereyra
- Andrés Barragán
- Lelio Lesser
- Beba Bidart
- Jorge Varas

## Premis
- 1981. Premis Cóndor de Plata: millor pel·lícula.